# Aula da Esfera
A Aula da Esfera era dada no Colégio de Santo Antão, em Lisboa, que funcionou ininterruptamente entre 1590 e 1759, espaço físico hoje incorporado no actual Hospital de São José, onde podemos ainda ver painéis de azulejos representativos dos assuntos aí leccionados. Criada para responder a um pedido directo do Cardeal D. Henrique. Nela se ensinaram matérias científicas e matemáticas, com uma tónica especial nas questões relacionadas com a náutica e a cosmografia e que representou a porta de entrada em Portugal de temas científicos tão importantes como os logaritmos, o telescópio ou a projecção de Mercator.
A Aula da Esfera estava aberta a alunos leigos, e era leccionada em língua portuguesa e não em latim como era vulgar nos restantes colégios da Companhia de Jesus que este fazia parte
A escolha dos professores foi sempre muito cuidada, recorrendo-se em varias ocasiões a professores estrangeiros.

## Professores
Relação dos professores da "Aula da Esfera", segundo Baldini.
- 1590-93: João Delgado
- 1595-97: João Delgado
- 1597-98: António Leitão
- 1598-99: João Delgado
- 1599-1602: Christoph Grienberger
- 1602-04: Francisco da Costa
- 1604-05: Francisco Machado
- 1605-08: João Delgado
- 1610-14: Sebastião Dias
- 1615-17: Giovanni Paolo Lembo
- 1617-19: Dionísio Lopes
- 1620-25: J. Chrysostomus Gall
- 1627-28: Cristoforo Borri
- 1630-36: Inácio Stafford
- 1638-41: Simon Fallon
- 1641-42: Jan Cierman
- 1642-46: Hendrick Uwens
- 1648-49: Thomas Barton
- 1651-52: John Riston
- 1654-55: João da Costa
- 1655-58: Bartolomeu Duarte
- 1658-63: Valentin Stansel
- 1664-65: John Marques
- 1668-85: George Gelarte
- 1686-87: F. X. Schildenhofen
- 1689-90: F. X. Schildenhofen
- 1692-93: George Gelarte
- 1695-1700: George Gelarte
- 1700-06: Luís Gonzaga
- 1706-07: João Garção
- 1707-08: Jerónimo de Carvalhal
- 1708-11: Inácio Vieira
- 1709-19: Inácio Vieira
- 1719-21: Manuel de Campos
- 1721-22: Diogo Soares
- 1724-25: Domingos Pinheiro
- 1725-31: Jacinto da Costa
- 1733-42: Manuel de Campos
- 1742-43: Francisco Gião
- 1743-48: João de Borja
- 1748-51: Tomás de Campos
- 1753-59: Eusébio da Veiga